# Ampul·les de Lorenzini
Les ampul·les de Lorenzini són uns òrgans sensorials especials anomenats electroreceptors que són capaços de detectar camps electromagnètics i gradients de temperatura. Van ser descrits per primera vegada per Stefano Lorenzini en 1678.
Es troben en els peixos cartilaginosos (taurons, batoïdeus i quimeres), però també s'han trobat en Chondrostei com Erpetoichtys calabaricus i l'esturió. També s'han vist en els dipnou. Els teleosti han desenvolupat un tipus diferent d'electroreceptors.

## Descobriment
L'italià Marcello Malpighi va descobrir les ampul·les de Lorenzini en 1663, però van ser descrites en detall per primera vegada pel metge italià Stefano Lorenzini en 1678 en el seu (probablement escrit amb Francesco Redi) «Osservazioni tot intorno torpedini». Stefano Lorenzini va descriure la presència de porus amb tubs transparents que es trobaven a la vora de la boca del tauró. No obstant això, no va endevinar la seva utilitat; el seu paper sensorial no es va establir fins al segle xix, amb la identificació de les connexions nervioses dels tubs amb el cervell. En honor de Lorenzini, es va posar el seu nom a aquest òrgan sensorial.
A principis del segle xx encara no s'entenia la funció exacta de les ampul·les i els experiments electrofisiològics van suggerir una sensibilitat a la temperatura, a la pressió mecànica i potser a la salinitat. No va ser fins al 1960 que el biòleg R. Murray va identificar a les ampul·les com un òrgan receptor especialitzat i sensible als camps elèctrics. En la dècada de 1970 es va descobrir que els animals produïen en l'aigua uns camps elèctrics de baixa amplitud, però perfectament identificables per a aquests receptors.

## Descripció
Aquests òrgans sensorials ajuden als peixos a detectar camps electromagnètics en l'aigua i gradients de temperatura. La sensibilitat als camps elèctrics és de 10 nV (10-8 volts) al voltant d'1 cm d'aigua de mar, i de 0,2 °C per a les diferències de temperatura. La percepció dels camps elèctrics s'utilitza per a localitzar la presa en l'últim moment de l'atac.
Cada ampul·la consisteix en un canal ple de gelatina obert en la superfície de la pell per un porus i tancat en la part interna, amb petites bosses plenes d'una gelatina especial i de cèl·lules sensorials que serveixen com a receptors elèctrics i que estan connectades al sistema nerviós. Les ampul·les formen grups dins del cos formant una xarxa. Cada grup té ampul·les connectades amb diferents parts de la pell però conservant una simetria esquerra-dreta.
Les longituds dels canals poden ser d'alguns centimetres de llarg i varien segons l'animal, però la distribució dels porus és generalment específica per a cada espècie. Els porus de les ampul·les són clarament visibles com taques fosques a la pell.

Electroreceptors (ampul·les de Lorenzini) i els canals de la línia lateral d'un tauró
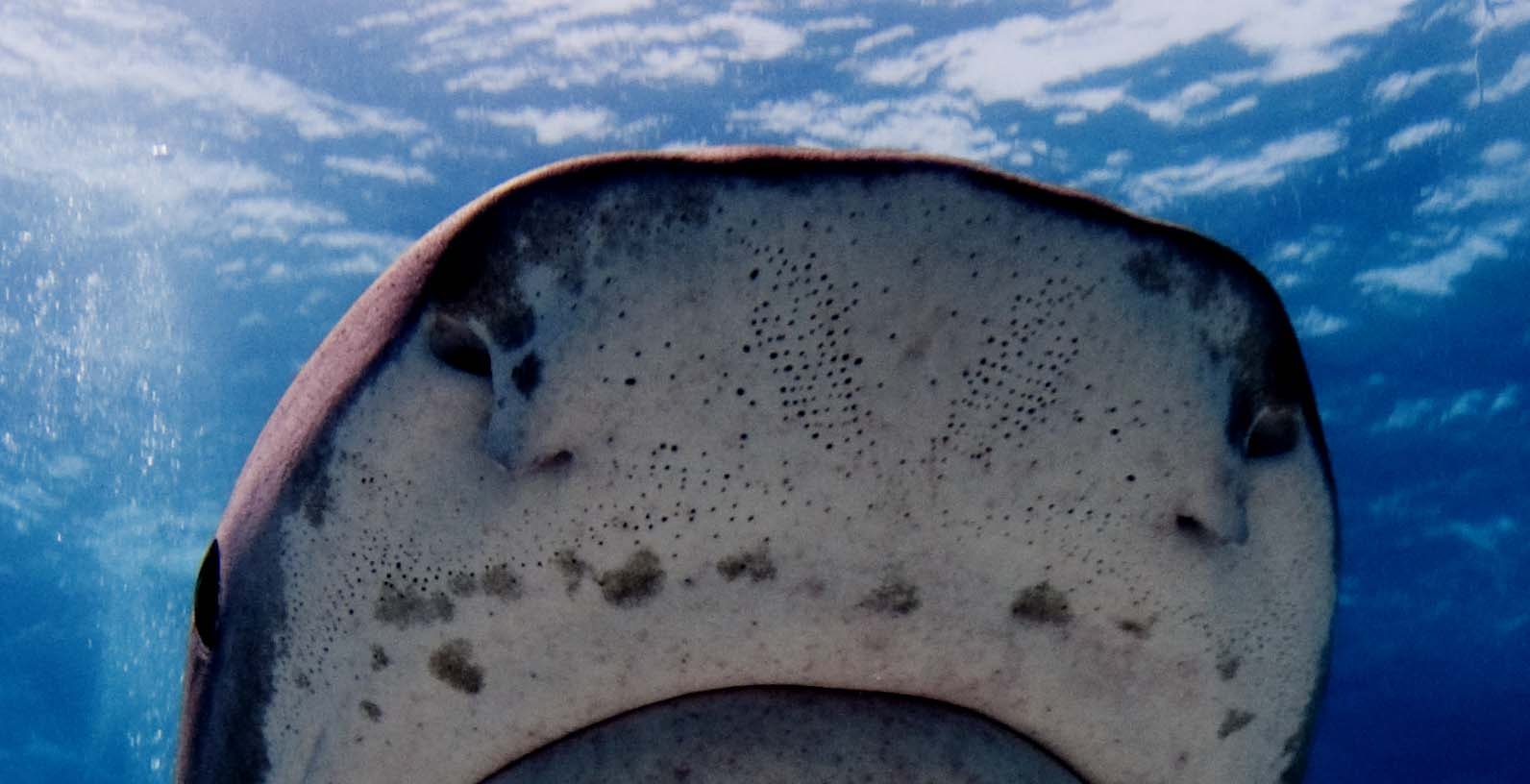
Porus de les ampul·les de Lorenzini en el musell del tauró tigre
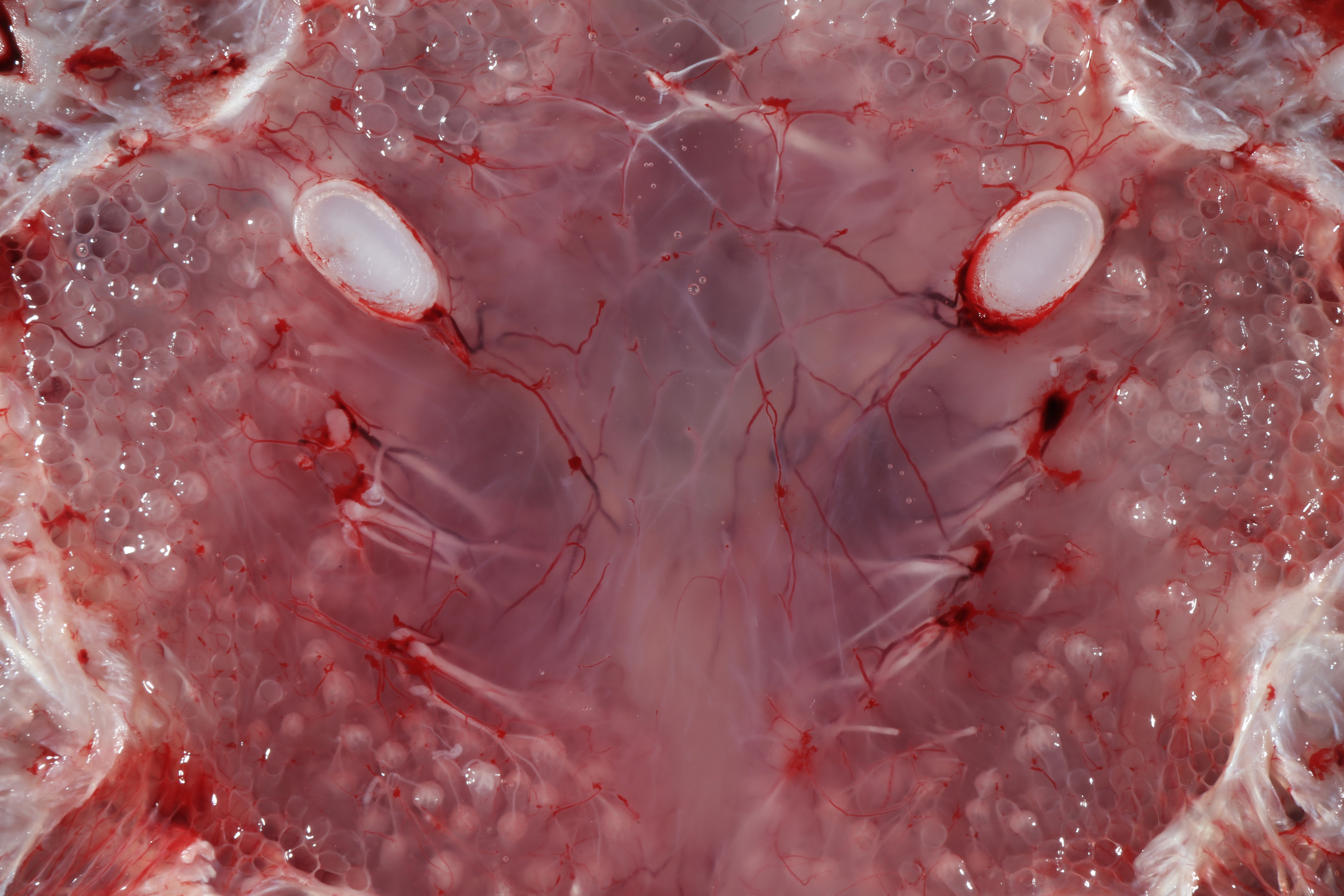
Vista de l'interior de les ampul·les de Lorenzini

## Detecció dels camps electromagnètics

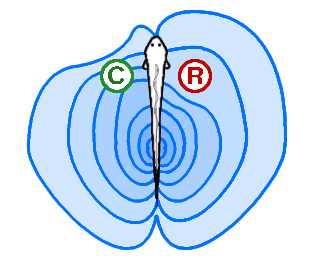
Electrolocalizació activa. Els objectes conductors concentren el camp i objectes resistents l'estenen.

Les ampul·les detecten els camps elèctrics en aigua, o més exactament la diferència entre la tensió en el porus de la pell i la tensió en la base de les cèl·lules electroreceptores. Un estímul positiu del porus disminueix la taxa d'activitat de les cèl·lules nervioses dels electroreceptors, mentre que un estímul negatiu del porus augmenta la taxa d'activitat de les mateixes cèl·lules nervioses.
Els taurons són els més sensibles als camps elèctrics que qualsevol altre animal, amb un baix llindar de sensibilitat de 0,5 μV/m (5/10.000.000 volts mesurats en una ampul·la d'un metre de llarg). Com que tots els éssers vius produeixen un camp elèctric quan contrauen els seus músculs, és fàcil d'imaginar que el tauró pot recollir estímuls elèctrics febles de les contraccions musculars dels animals, especialment de les seves presses. Els camps electroquímics produïts per una presa immobilitzada són suficients per a aconseguir un atac de taurons, i fins i tot poden localitzar una presa enterrada a la sorra.
Els camps elèctrics produïts pels corrents oceànics i pel camp magnètic terrestre són del mateix ordre de magnitud que els camps elèctrics que els taurons són capaços d'experimentar, per tant els taurons es poden orientar amb aquests camps.

## Detecció de la temperatura
La gelatina de les ampul·les és una substància basada en una glicoproteïna que té la mateixa resistivitat que l'aigua del mar. Té propietats elèctriques similars a un semiconductor, que permet essencialment que els canvis de temperatura es tradueixi en senyals elèctrics que es poden emprar per a la detecció dels gradients de temperatura.

## Repel·lent electrònic de taurons
El Dr. Graeme Charter i Starkey Normand van desenvolupar el «Protective Oceanic Device» (POD) (dispositiu de protecció oceànica), el primer repel·lent electrònic de taurons per a bussejadors. El POD pot produir un camp electromagnètic que irrita les ampul·les de Lorenzini d'un gran tauró blanc. Les gàbies de taurons que han protegit tradicionalment als bussos dificulten el seu moviment, són difícils d'implementar i poden danyar o matar el tauró.